# Rechterlijk activisme
Met rechterlijk activisme wordt een rechter of rechtbank bedoeld die meer de wil vertoont om wettelijk of overheidshandelen ongeldig te verklaren. P. van Dijk (1989) omschreef dit als de autonomie die de rechter zich toekent ten opzichte van het politiek gezag. Dit concept blijft binnen de grenzen van het formele toetsingsrecht, waarbij een rechter nagaat in hoeverre een wet, besluit of maatregel in overeenstemming is met een wet van een hogere orde zoals een grondwet of een internationaal verdrag, maar zoekt de grenzen op.

## Definities
De Nederlandse hoge rechter en hoogleraar Tim Koopmans omschrijft rechterlijk activisme als “de autonomie die de rechter zich toekent ten opzichte van het politiek gezag: hij is activistischer naargelang hij zich minder gelegen laat liggen aan standpunten en houdingen ingenomen door andere staatsorganen.” Met “staatsorganen” worden dan zowel de wetgever als de regering of de administratie bedoeld.
Volgens de opvatting van jurist Aernout Nieuwenhuis beperkt een activistische rechter zich niet tot de rol die hem ten opzichte van de andere machten is toegewezen, maar gaat op de stoel van de wetgever zitten of op die van het bestuur.

## Geschiedenis
Het verschil in opgave en rol tussen rechterlijke macht en uitvoerende macht is duizenden jaren oud, dit blijkt als grondrecht avant la lettre voor burgers al uit de Codex Hammurabi van ca. 1780 v.Chr.. In het feodale stelsel kwamen burgers van economisch welvarende steden zoals in Brabant met hun leenheer overeen zelf recht te mogen spreken, dat was een van de zogenaamde stadsrechten. In Frankrijk onder het ancien régime, kenden rechters zich een verregaande bevoegdheid toe om de koninklijke wet te interpreteren. De Franse Revolutie stelde daar het concept van de strikte scheiding der machten tegenover.
In Frankrijk introduceerde jurist Edouard Lambert het begrip Gouvernement des juges, een term die ook in Vlaanderen weleens wordt gebruikt, meestal in afkeurende of kritische zin. De tegenpool van "gouvernement des juges" is volgens Montesquieu "le juge comme bouche de la loi" (de rechter als mond van de wet).
Angelsaksische jurisdicties steunen vaak op het baanbrekende arrest Marbury v. Madison van het Hooggerechtshof van de VS uit 1803, toen het Hof zich het recht toe-eigende de wet, en overheidsbesluiten in het algemeen, te toetsen aan de grondwet.

## Rechterlijk activisme in de wereld

### Europa
Het Europees Hof voor de Rechten van de Mens velde in het begin van de 21e eeuw enkele arresten, die volgens sommigen in het voordeel van criminelen en terreurverdachten waren. Dit leidde in de lidstaten, met name in Groot-Brittannië, tot kritiek, en het afkalven van het draagvlak voor het Hof. In 2012 werd, onder impuls van de Britten, het principe van subsidiariteit en appreciatiemarge (van de lidstaten) expliciet in het Europees Verdrag voor de Rechten van de Mens ingeschreven. Vanaf 2010 blijkt het Hof zich terughoudender op te stellen en minder gemakkelijk te oordelen tegen de nationale overheden. Ook de komst van enkele conservatievere rechters speelde hierin mee.
Ook bij het Europees Gerecht (onderdeel Hof van Justitie van de Europese Unie) zou de eigen opinie van de rechters meespelen. Rechters die zelf eerder overheidsgezind zijn, veroordelen bedrijven sneller voor inbreuken op regels rond mededinging en staatssteun, zo bleek uit onderzoek aan de Leuvense Universiteit over de periode 2003-2013.

### België
In de zaak M.S.S. tegen Griekenland en België, die in 2011 voor het Europees Hof voor de Rechten van de Mens diende, moest België zich verantwoorden voor een overhaaste uitlevering van een asielzoeker aan Griekenland. Als gevolg van de uitspraak werd de beroepsprocedure voor asielzoekers door de wetgever in België aangepast. In België ontstond eind 2018 een controverse rond het VN-Migratiepact: sommige conservatieve politici vreesden dat “activistische rechters” de rechten van migranten al te ruim zouden kunnen gaan interpreteren. Kort nadien werden rechters opnieuw door conservatieve politici in het vizier gebracht, naar aanleiding van een kortgeding voor repatriëring van kinderen uit IS-kringen in Syrië, van wie de moeders in België een veroordeling opliepen. Een strafrechter in ruste reageert met de opmerking dat het volkomen onjuist is dat rechters hun eigen politieke overtuiging via vonnissen en arresten kunnen opleggen aan wetgever. Dan zouden alle rechters, van eerste aanleg, in beroep, in cassatie en ook van een internationale instelling dezelfde politieke overtuiging moeten hebben die bovendien gelijkvormig in tegenspraak zou moeten zijn met wat de wetgever, nationaal als internationaal, er over heeft opgelegd.

## Keus rechters EHRM
België en Nederland leveren, net als elke andere lidstaat van de Raad van Europa, één rechter aan het Europees Hof voor de Rechten van de Mens. Deze moeten het hoogst mogelijk zedelijk aanzien genieten en de voorwaarden in zich verenigen die worden vereist voor het uitoefenen van een hoge functie bij de rechterlijke macht, ofwel rechtsgeleerden zijn van erkende bekwaamheid. De Belgische rechter aan het Hof is Frédéric Krenc (13 september 2021 - ), voorgaande rechters waren Paul Lemmens (2012-2021), Françoise Tulkens (1998-2012), Jan De Meyer (1986-1998), Walter-Jean Ganshof van der Meersch (1973-1986) en Henri Rolin (1959-1973). Deze laatste was voorzitter van het Hof van 1968 tot 1971.